# 영암 채지리 매향비
영암 채지리 매향비(靈岩 採芝里 埋香碑)는 대한민국 전라남도 영암군 미암면 채지리에 있는 매향비이다. 1992년 11월 30일 전라남도의 문화재자료 제189호로 지정되었다.

## 개요
매향비는 매향의식을 행하는 과정에서 향나무를 묻고 난 뒤 그 시기와 장소 및 관련집단 등을 기록한 비이다. 매향의식은 미륵신앙의 한가지로, 묻어놓은 향나무를 매개로 소원을 비는 사람과 미륵이 연결되기를 바라는 것이다. 비를 세우는 적당한 곳은 계곡물과 바닷물이 만나는 지점인데, 이 비는 해남만과 남경포 그리고 춘동 저수지가 가까이 위치한 곳에 자리잡고 있어 적당한 조건을 갖추고 있다.
비는 거친 자연석을 다듬지 않은 채 그 위에 글씨를 새겨 넣었다. 비문은 글자 형태가 일정하지 않고 내용을 알아보기 어려운 상태이다. 대체로, 매향의식에 참여한 사람으로 보이는 시주자와 매향장소 등을 적고 있다.
비문에 의하면 조선 세종 12년(1430)에 세운 것으로 적혀 있다. 현재 이와 같은 매향비는 전남지역에 5기가 전하고 있다.

## 참고 자료
- 영암채지리매향비 - 국가유산청 국가유산포털